# Hłyneć
Hłyneć (ukr. Глинець) – wieś na Ukrainie, w obwodzie lwowskim, w rejonie jaworowskim.
Do 1946 roku miejscowość nosiła nazwę Laszki (ukr. Ляшки, Laszky).